# Huajpej
Huajpej (kínaiul 淮北, pinjin: Huáiběi) prefektúra szintű város Kínában, Anhuj tartományban. Lakosainak száma 1 970 265 fő (2020).

## Népesség
| 2010 | 2 114 276 |
| 2020 | 1 970 265 |

## Testvérvárosok
- São Paulo